# کنشین یوشیمارو
کنشین یوشیمارو (انگلیسی: Kenshin Yoshimaru؛ زادهٔ ۲۷ مارس ۱۹۹۶) بازیکن فوتبال اهل ژاپن است.
از باشگاه‌هایی که در آن بازی کرده‌است می‌توان به باشگاه فوتبال ویسل کوبه اشاره کرد.